# Vidyut
Vidyut is een merk van elektrische Ekovehicle-bromfietsen uit India, waarvan weinig bekend is.
Maharishi Heaven on Earth Development Co., later Electro-Anil en Maharishi Technology Co., India (1975-heden). 
De machientjes werden aanvankelijk als Vidyut geproduceerd, maar vanaf 2000 is de merknaam Ekovehicle. In Finland worden deze scootertjes als Finscoot geïmporteerd.